# Славное (Херсонская область)
Славное (укр. Славне) — село в Горностаевской поселковой общине Каховского района Херсонской области Украины.
Население по переписи 2001 года составляло 468 человек. Почтовый индекс — 74630. Телефонный код — 5544. Код КОАТУУ — 6522684001.

## История
Основано в 1890 году. До 1964 года называлось Новоалександровкой.

## Местный совет
74630, Херсонская обл., Горностаевский р-н, с. Славное.